# Conrad Blanch i Fors
Conrad Blanch Fors (Barcelona, 1950) és un enginyer químic i un alpinista català.
Blanch es va formar com a enginyer químic a l'Institut Químic de Sarrià i va obtenir un màster en direcció d'empreses per Esade. Professionalment, va treballar en una important empresa química, i ha estat professor ajudant de finances a Esade, i de gestió a l'Institut Químic de Sarrià. Casat i pare d'un nen i dues nenes, pertany al Centre Excursionista de Taradell i al Centre Excursionista de Catalunya.
La seva activitat alpinística l'ha portat a conèixer tots els massissos espanyols i europeus, realitzant ascensions a tots ells i a diversos projectes extraeuropeus d'importància. El 1976 Blanch va participar en les expedicions a Kenya i Tanzània, on va assolir els cims del Kilimanjaro, Mawenzi, Batian, Punta Peter, Punta John, Punta Dutton, tots ells d'altituds entre 5.000 i 6.000 metres. El 1977 va fer ascensions a l'Hindu Kush, assolint el Noshaq de 7.492 metres. L'any següent, el 1978, va ascendir a la serralada dels Andes a Bolívia. A partir dels anys vuitanta va dirigir i organitzar diverses expedicions. Així, el 1980 amb la primera expedició catalana al Gasherbrum II de 8.035 metres, a la serralada del Karakoram, o el segon intent català a l'Everest el 1983. El 1985 fou cap de l'expedició catalana que conquerí per primera vegada l'Everest, per l'aresta nord-oest del vessant tibetà. En el seu moment va ser sots-director general d'operacions del Comitè Organitzador dels Jocs Olímpics de Barcelona 1992. És coautor del llibre Hem fet el cim, publicat el 1986, i autor de diversos articles sobre alpinisme en diverses revistes de muntanya. També ha estat monitor d'alta muntanya. Entre els anys 1993 i 2016 va dirigir l'estació d'esquí Soldeu-el Tarter (Grandvalira), a Andorra. Entre els anys 1993 i 1998 fou el president del Centre Excursionista de Catalunya. En l'actualitat dirigeix el Comitè Organitzador de les Finals de la Copa del Món d´esquí Alpí a Soldeu-el Tarter